# 의령 의병박물관

의병박물관

의병박물관은 대한민국 경상남도 의령군 의령읍 중동리에 위치한 박물관이다.
의병박물관은 지하 1층, 지상2층의 규모로 지어졌으며, 고고역사실과 의병유물전시실, 특별전시실, 영상실, 수장고 등이 있다. 각종 관련 영상이나 모형, 디오라마 등을 통해 생각하고 느낄 수 있는 박물관을 표방하고 있다.

## 주요 소장품
- 허목 미수기언 목판 - 경상남도 유형문화재 제182호
- 의령향안 및 관련문헌 - 경상남도 유형문화재 제412호
- 의령 화양리 동안 - 경상남도 유형문화재 제415호

## 참고 문헌
- 《창의-인성교육을 위한 의령 체험활동 길라잡이2》, 경상남도의령교육지원청, 2012, 17쪽